# Karang Rejek
Karang Rejek is een bestuurslaag in het regentschap Gunung Kidul van de provincie Jogjakarta, Indonesië. Karang Rejek telt 5129 inwoners (volkstelling 2010).